# Fundación y caos
Fundación y Caos es una novela del escritor estadounidense Greg Bear publicada en 1998 dentro del proyecto literario de la Segunda Trilogía de la Fundación, encargado por los albaceas de la obra de Isaac Asimov, creador de la mítica Saga de la Fundación. Trata sobre las dificultades que tuvo la implementación de las Fundaciones de Hari Seldon, el papel de los robots y el origen de los poderes mentálicos que serán la base de la Segunda Fundación.

## Estilo
La novela, estructurada en pequeños capítulos, se caracteriza por un estilo semejante al de Asimov, en la cual se siguen diversas líneas narrativas paralelas, las que al final confluyen en un desenlace común. 

## Ambientación histórica
La trama está ambientada en el año 12.067 de la Era Galáctica, en tiempos en que el Imperio Galáctico está a punto de desintegrarse bajo el mando del emperador títere Klayus I y el ministro Linge Chen, jefe de la Comisión de Seguridad Pública. 
Las acciones son paralelas a las narradas en la Parte I Los psicohistoriadores de la novela Fundación de Isaac Asimov. El núcleo central de la obra gira en torno al juicio por traición y sedición en contra de Hari Seldon, promovido por Chen.

## Personajes
- Hari Seldon: científico social creador de la psicohistoria y que trata desesperadamente de establecer sus fundaciones en extremos opuestos de la Galaxia.
- R. Daneel Olivaw: el robot humaniforme más antiguo de la Galaxia, tiene 20.000 años y vela por el bien de la humanidad tal como él lo entiende.
- Dors Venabili: robot humaniforme y anterior esposa de Hari Seldon.
- Wanda Seldon: nieta de Hari.
- Gaal Dornick: uno de los personajes más antiguos de la Saga, ayudante de Seldon
- Linge Chen: personaje de los comienzos de la Saga y cuyo tratamiento exhaustivo fue una deuda que Asimov dejó a sus lectores.
- Juana de Arco ("El temor de la Fundación" de Gregory Benford): inteligencia artificial libre que circula por la red de Trántor y que respalda secretamente a Daneel y Seldon. Interpreta las acciones de éstos como expresiones del Plan de Dios hacia la humanidad. En un notable diálogo Juana emplaza a Daneel en este sentido, a lo que contesta que la fe es algo que él nunca podrá conocer y que el único dios que ha conocido es el hombre.
- Voltaire ("El temor de la Fundación" de Gregory Benford): al igual que Juana es una inteligencia artificial libre, se identifica con los humanos y considera a Daneel como el más grande conspirador de la historia.

Personajes nuevos
- Klia Asgar: una joven y poderosa mentálica que busca el amor, una causa y un lugar de pertenencia.
- R. Lodovik Trema: robot que rompe con las Tres Leyes de la Robótica y con la Ley Cero, y que pone en jaque los planes de Daneel. Trema, en combinación con la otra inteligencia artificial libre (Voltaire) se adscribe a la tesis de la libertad de pensamiento y acción. Daneel se niega a destruirlo, pues los considera en el rango de lo humano.
- Farad Sinter: ministro del palacio, oponente político de Linge Chen y enemigo de los robots.
- Vara Liso: joven resentida y poderosa mentálica que sirve bajo las órdenes de Sinter.
- R. Plussix: antiguo robot aurorano, diseñado para enseñar y jefe de una de las facciones robóticas que se oponen a Daneel y los planes de Hari Seldon.
- Klayus I: joven y cínico emperador, cuya existencia fue enunciada por Asimov en "Fundación".
- R. Yan Kansarv: antiguo robot aurorano de mantenimiento.
- Mors Planch: un aventurero piloto que sirve en calidad de doble agente a quien le pague mejor.

## Temas
La novela retoma la tesis expuesta en El fin de la Eternidad de que solo la libertad puede asegurar el desarrollo humano, teniendo toda tutela como consecuencia su estancamiento y declive. Esta tesis es contraria a los planes de Daneel y de Seldon, basados en la idea de custodiar el desarrollo de la humanidad. 
La obra consta de varios ejes temáticos y argumentales relacionados entre sí, como son:
1) El esfuerzo de un anciano Hari Seldon por encauzar los acontecimientos en pro del establecimiento definitivo de sus dos creaciones científico-políticas máximas: la Primera y la Segunda Fundación. Para esto debe apoyarse en Daneel y en el grupo de mentalistas que lidera su nieta Wanda con objeto de "persuadir" (manipular) las mentes de aquellos que lo ven como un chivo expiatorio para los males del Imperio y que pretenden usarlo para sacar ventajas políticas.
2) Las manipulaciones de R. Daneel Olivaw en beneficio de sus propios planes como guardián de la humanidad y en ayuda de Seldon y su proyecto secreto de las fundaciones. Su perfil característico como custodio secreto del bien de la especie humana y la propia legitimidad de esta opción quedan en entredicho por la acción de otro robot -R. Lodovik Trema- que, por alteración de la programación más profunda de su cerebro positrónico por obra de una inteligencia artificial libre -el simulacro Voltaire- ha terminado por romper con las Tres leyes y la Ley Cero. Trema concluye que la humanidad sólo puede desarrollarse y expandirse si es libre de la tutela de los robots de Daneel. Lo contrario, constituye su estancamiento e involución. Su posición se ve reforzada por la existencia de una facción secreta de robots que se oponen decididamente a Daneel debido a su enfoque diferente acerca de la obediencia a las Leyes de la Robótica y en cuanto al bien último de la humanidad y a su propio papel como servidores.
3) El conflicto secreto y milenario entre los robots giskardianos -encabezados por Daneel- y diferentes facciones de robots calvinianos, entre los que destaca el grupo liderado por R. Plussix. Los robots calvinianos, en su mayoría originarios del antiguo planeta Aurora y los Mundos Espaciales, jamás acataron el control de Daneel. Los calvinianos son partidarios de servir a la humanidad acatando las Tres Leyes originales de la Robótica -creadas en los orígenes de la colonización espacial, en tiempos de la robopsicológa Susan Calvin. También estos robots perciben que el bien de la humanidad está en el ejercicio de su libertad. Sin embargo, tales robots fueron los instrumentos que efectuaron la gran "poda", es decir, la destrucción masiva e indiscriminada de las civilizaciones alienígenas de la Galaxia, despejando el camino a la colonización humana. Daneel, después de vencer momentáneamente en esta lucha, termina aceptando la tesis libertaria y entiende que debe dejar que los humanos evolucionen solos.
4) La novela abunda en sabrosas descripciones de momentos de introspección robótica-en las cuales los robots protagonistas analizan su finalidad, sus "fijaciones" con humanos, sus estados internos-angustia/confianza,aburrimiento/sentido de la utilidad, "alegría"/"infelicidad", etc, así como prosaicas acciones de mantenimiento y autoconservación-por ejemplo, los chequeos internos de memoria y programación, acciones de diagnóstico y reparación. La descripción de estas facetas robóticas enriquecen el mundo de los robots asimovianos y recuerdan la verdadera naturaleza del robot: es decir, una máquina androide llevada al límite de su desarrollo tecnológico, semejante en lo externo a los humanos, pero radicalmente distinta en su naturaleza.
5) Otro tema es el de los poderes mentálicos humanos. El origen de estos poderes lo plantea la novela como una consecuencia de antiguos y fallidos intentos de control social expresados en una guerra biológica descontrolada y que provocó a lo largo de las generaciones la llamada "fiebre cerebral" infantil, tal enfermedad desarrollaba, en algunos casos, los talentos mentálicos; pero su proliferación, y la aparición de poderosos mentalistas, es planteada como una especie de reacción evolutiva ante la manipulación robótica realizada sobre la humanidad durante miles de años. Los humanos con poderes mentálicos capaces de "persuadir" -manipular la emociones de otros- es un fenómeno emergente que beneficia a la incipiente Segunda Fundación, pero también a fuerzas políticas que operan en torno al trono imperial (el ministro Farad Sinter y la utilización de una poderosa mentálica -Vara Liso- con la cual persigue tanto a los robots como a otros mentálicos).
6) Resulta interesante la profundización en la personalidad y las motivaciones del inefable Linge Chen, personaje clave en el destino de la Primera Fundación en la obra de Asimov. Como una sombra Linge Chen es el manipulador político humano por excelencia y la eminencia gris detrás del trono. Oscuramente Chen percibe que Seldon tiene razón en sus predicciones, aunque carece de la preocupación por el destino del Imperio; a él le interesa su destino personal solamente. Considera a Seldon una molestia que debilita su control absoluto sobre el Imperio y ha orquestado en su contra un aparatoso juicio por traición y sedición, una farsa destinada a alejarlo de Trántor. La novela alcanza este clímax ya narrado por Asimov en "Fundación". Merced a su intuición y habilidad Chen llega a las verdades últimas, tales como la existencia de los robots y los planes de Daneel, de los cuales venía sospechando desde mucho antes.
Siguiendo la línea argumental de Asimov la novela desemboca en el establecimiento de la Fundación en el planeta Términus y la partida de Wanda Seldon y su grupo de mentálicos al lugar desde el que operará en forma secreta la Segunda Fundación. Daneel concluye que la tutela de los robots sobre la humanidad debe cesar, pero aún no. Siente que todavía no ha terminado con los humanos.
La novela aborda asimismo la idea según la cual el desarrollo de la humanidad no será científico, sino cerebral y mental.